# Rhynchopsitta terrisi
La cotorra serrana oriental (Rhynchopsitta terrisi) es una especie endémica de México de la familia Psittacidae, que vive únicamente en los bosques de coníferas de la Sierra Madre Oriental, generalmente entre los 2.500 y 3.500 m de altitud, pero en algunos casos entre 1.300 y 3.700 m s. n. m. Se alimenta de semillas de pinos. Se encuentra en peligro de extinción. 

## Descripción
Mide entre 40 y 45 cm de longitud y pesa entre 392 y 468 g. Su plumaje es predominantemente verde. Adulto tiene una ceja marrón oscura que se extiende por encima del borde de la piel desnuda amarilla que rodea los ojos. Presenta sendas manchas rojas brillantes en la curva de cada ala sobre el hombro. La cola es larga y puntiaguda. La parte inferior de las alas es negruzca.

## Alimentación
Se alimenta casi exclusivamente de piñones y además come flores de agave y de algunas frutas y bellotas; depende del acceso diario al agua que fluye libremente y las bandas se congregan a comer en tierra.

## Reproducción
Anidan en grandes colonias entre abril y mayo en los agujeros de los acantilados de piedra caliza, cerca corrientes de agua. La temporada de crianza coincide con la fructificación de los pinos, su principal fuente de alimento. La hembra pone uno a tres huevos en julio y los jóvenes abandonan el nido alrededor de noviembre. Migran estacionalmente en distancias cortas entre el norte y el sur de su área de distribución.
Esta especie se encuentra en peligro por destrucción de hábitat.